# Henk Jaap Moorlag
Henk Jaap Moorlag (Onstwedde, 8 mei 1990) is een voormalig Nederlands mountainbiker. Bij de beloften werd hij Nederlands Kampioen, tweede van Europa en derde van de Wereld. Overtraindheid maakte al vroeg een einde aan zijn topcarrière.

## Wielerloopbaan
Moorlag was twaalf jaar toen hij voor het eerst op een mountainbike zat. In 2008 werd hij 7e op de wereldkampioenschappen junioren. In 2009 werd Moorlag als 19-jarige Nederlands Kampioen bij de beloften (onder 23 jaar) en haalde hij bij wedstrijden in de Bundesliga ook mooie ereplaatsen (2e in Wetter en Bad Salzdetfurth, 4e in Münsingen). Op auditie voor de Rabobank ploeg, trapte hij de hoogste wattages ooit. In 2010 reed Moorlag in de top tien bij het WK en EK bij de beloften, daarbuiten reed hij bij de elite diverse podiumplaatsen bijeen. In Nieuwkuijk won hij bij de elite, in Frejus werd hij achtste en eerste bij de beloften. In Gieten werd hij tweede achter Olympiër Bas Peters en voor Bart Brentjens. In Geraardsbergen werd hij derde achter veelvoudig Belgisch Kampioen Sven Nys en Nederlands Kampioen Rudi van Houts.
In 2011 won hij zilver op het Europees Kampioenschap bij de beloften, en brons op het wereldkampioenschap bij de beloften. Een 16e plek bij de wereldbekerwedstrijd in Val di Sole, leverde hem een halve nominatie op voor de Olympische Spelen van 2012 in Londen. Van de zeven Zwitsers voor hem, mochten maar drie meedoen aan de Spelen, zo redeneerde NOC*NSF. Moorlag moest nogmaals minimaal 12e worden bij een Wereldbekerwedstrijd om een startbewijs te krijgen voor Londen.. Dat lukte niet, maar wel kreeg hij van NOC*NSF de status van High Potential, jong toptalent, met daarbij dezelfde faciliteiten als de nationale A-status: inkomen, lease-auto en extra zorgverzekering. Hij werd 'in staat geacht binnen drie jaar bij de beste acht van de wereld te horen en de A-status te verdienen'.
In 2012 behaalde Moorlag zijn beste uitslag bij het NK veldrijden: een zevende plek bij de beloften. Hij won met overmacht de Nederlandse mountainbike topcompetitie, waarin hij elke wedstrijd op het podium stond, meestal op de hoogste trede. Een jaar later won hij de eerste twee wedstrijden in de topcompetitie. Daarna raakte hij overtraind en dat was meteen het einde van een veelbelovende carrière. Moorlag nam een jaar pauze. Hij probeerde nog wel op volle sterkte te komen, maar reed daarna nog maar af en toe een wedstrijd op het hoogste niveau. In 2015 reed hij voor zijn club de Stormvogels uit Veendam, wegwedstrijden zoals de Ronde van Groningen en Omloop van de Veenkoloniën. In 2017 keerde hij terug als mountainbiker in het team Habitat, met onder andere Anne Tauber, maar hij reed volgens de statistieken maar één wedstrijd. In 2018 reed hij met Jasper Ockeloen bij het MTB team Grinta-bestrating.nl.

## Overwinningen MTB

### Cross-Country XCO
| Seizoen | Wereldbeker | WK    | EK     | NK    | Overige                                                                     | Totaal aantal zeges |  |
| ------- | ----------- | ----- | ------ | ----- | --------------------------------------------------------------------------- | ------------------- |  |
| 2008    |             | 7e    |        |       |                                                                             |                     |  |
|         |             |       |        |       |                                                                             |                     |  |
| 2009    |             | 15e   | 45e    | Goud  |                                                                             | 1                   |  |
| 2010    |             | 9e    | 6e     | DNF   | Frejus (O23), Nieuwkuijk                                                    | 2                   |  |
| 2011    |             | Brons | Zilver | Brons | Amathus, Havelte, Apeldoorn, Malmedy                                        | 4                   |  |
| 2012    |             | 17e   | 16e    | 6e    | Zoetermeer (O23); Klassement MTB Topcompetitie + Norg, Landgraaf, Groesbeek | 5                   |  |
| 2013    |             |       | 39e    | 5e    | Nieuwkuijk, Norg                                                            | 2                   |  |
|         |             |       |        |       |                                                                             |                     |  |
| Totaal  | 0           | 0     | 0      | 1     | 11                                                                          | 14                  |  |

Groen = Junioren, Onder 19
Geel = Beloften, Onder 23. Overige wedstrijden zijn verreden bij de Elite.